# Dell Latitude
Dell Latitude – seria biznesowych laptopów i tabletów produkowanych i sprzedawanych przez amerykańską firmę Dell. Jest to linia skierowana do przedsiębiorstw korporacyjnych, opieki zdrowotnej i instytucji rządowych, w przeciwieństwie do serii Inspiron, przeznaczonej dla klientów indywidualnych oraz Vostro dla małych firm. Seria Dell Latitude bezpośrednio konkuruje z seriami Lenovo ThinkPad i EliteBook firmy HP.

## Przegląd produktów
Seria Dell Latitude porzuciła początkowy alfabet w nowszych typach modeli (jak w Latitude 7480, którego poprzednikiem był E7470) i stała się następcą popularnych Latitude serii E, D, C i X. Latitude’y od początku lat 90. aż do linii C*00 nie miały ustalonej serii, przypominały modele CP i XP z modyfikatorami na końcu, np. XPi, CP M233.

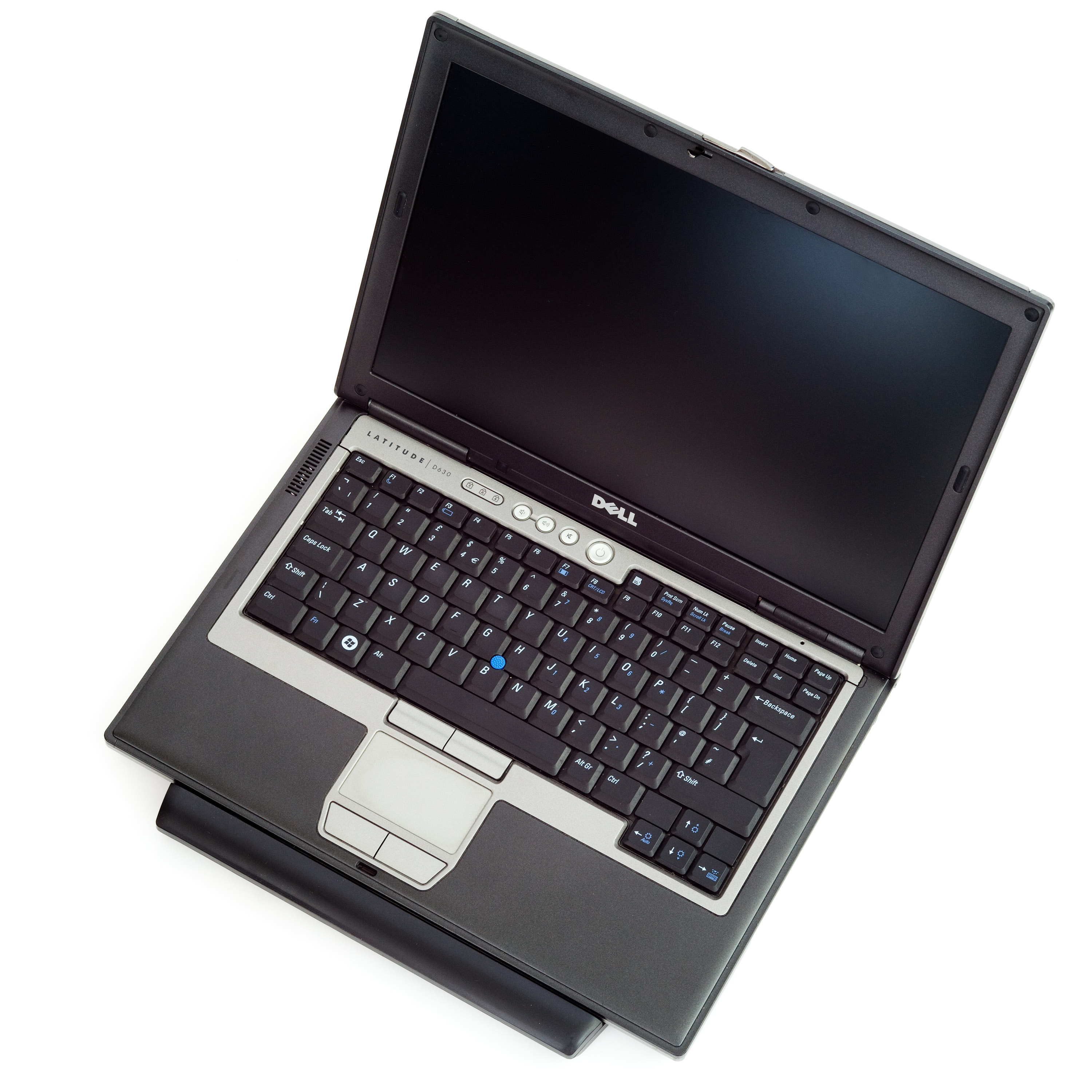
Dell Latitude D630

Firma Dell odrzuciła również E z linii Latitude (ze względu na przejście na USB C/ system dokowania Thunderbolt, a nie analogowe doki z pinami e-Port). Modele są obecnie oznaczone numerami, np.: Latitude 5480, 5570. Druga liczba w modelu (jak w2 80) wskazuje rozmiar ekranu laptopa.
Obecna oferta Dell Latitude przedstawia się następująco:
- Seria Latitude 3xxx. Najtańsze z serii modele, przeznaczone dla edukacji i małych firm, dostępne w wymiarach13,3"/14"/15,6".
- Seria Latitude 5xxx. Linia mainstreamowa. Zastępuje serię 6000, urządzenia dostępne w wersjach 11,1"/12,5"/13,3"/14"/15,6".
- Seria Latitude 7xxx. Ultrabooki klasy Premium, dostępne tylko w rozmiarach 12,5"/13,3"/14".
- Seria Latitude 9xxx. Laptopy i urządzenia 2 w 1 Ultra-Premium. Dostępne z 14- i 15-calowymi wyświetlaczami. Są pierwszymi laptopami wyposażonymi w 5G WWAN.[potrzebny przypis]

## Aktualne modele (2020-2023)
Dell ogłosił modele xx30 31 marca 2022 roku, a modele xx20 na targach CES w 2021 roku.
| Modele xx40 (2023)                                | Modele xx30 (2022)                                                | Modele xx20 (2021)                                                    | Modele xx10 (2020) |
| ------------------------------------------------- | ----------------------------------------------------------------- | --------------------------------------------------------------------- | --- |
| 9440 7440 7340 7640 5540 5440 5340 3440 3540 3340 | 9430 7530 7430 7330 7330 Ultralight 5530 5531 5430 5431 5330 3330 | 9520 9420 7520 7420 7320 5520 5521 5420 5421 5320 3520 3420 3320 3120 | 9510 2 w 1 9510 9410 2 w 1 7410 2 w 1 7410 7310 2 w 1 7310 7210 2 w 1 5510 5511 5410 5411 5310 2 w 1 5310 3510 3410 3310 2 w 1 3310 |